# 網眼蝶
網眼蝶（學名：Rhaphicera dumicola）是屬於蛺蝶科眼蝶亞科的一種蝴蝶，是網眼蝶屬的一種。分佈於中國河南、四川、湖北、浙江、江西和陝西，生活於海拔1000至1400米的林地和溪邊，出現於6至8月。翅膀呈黑褐色，佈滿大小不等個黃色斑紋，後翅翅底臀角有一條橙帶，雌蝶的帶紋比雄蝶的大。

## 腳註
1. ↑  許家珠、魏煥志、賴平芳. . 中國: 陝西科學技術出版社. 2010年6月. ISBN 9787536947801 （中文（简体））.

## 外部連結
- 维基共享资源上的相關多媒體資源：網眼蝶
- Rhaphicera dumicola - Catalogue of Life
- Rhaphicera dumicola （页面存档备份，存于） - funet.fi
- Rhaphicera dumicola - The NSG's DNA sequences database